# Héctor Robles
Héctor Rosendo Robles Fuentes (* 7. September 1971 in Santiago) ist ein ehemaliger chilenischer Fußballspieler und heutiger -trainer. Der Abwehrspieler bestritt drei Länderspiele für die Nationalmannschaft und wurde auf Vereinsebene 2001 mit den Santiago Wanderers chilenischer Meister.

## Karriere

### Verein
Héctor Robles begann seine Profikarriere 1991 beim CD Palestino und spielte acht Jahre bei den Arabes. 1999 wechselte der Defensivakteur zu den gerade erst abgestiegenen Santiago Wanderers, mit denen ihm zunächst der Aufstieg in die Primera División gelang und mit denen er 2001 chilenischer Meister wurde. Beim Klub aus Valparaíso spielte Robles in der Copa Libertadores 2002 und Copa Sudamericana 2002 bzw. Copa Sudamericana 2004. 2005 unterschrieb der Verteidiger bei Coquimbo Unido und verbrachte seine letzten Karrierejahre bei den Piraten. Mitte 2007 beendete er seine Spielerkarriere.

### Nationalmannschaft
Héctor Robles debütierte im Oktober 2001 in der chilenischen Nationalmannschaft beim Qualifikationsspiel zur Weltmeisterschaft 2002 gegen Brasilien. Im November bestritt der Abwehrspieler zwei weitere Qualifikationsspiele gegen Kolumbien und Ecuador. Chile konnte sich als Letzter der Südamerikagruppe nicht für das Turnier in Südkorea und Japan qualifizieren.

### Trainer
Nach seiner Spielerkarriere wurde Robles Trainer bei den Santiago Wanderers. Zuerst war er Co-Trainer und nahm 2007 noch interimsweise das Cheftraineramt an. Nachdem er von 2008 bis 2011 in der Jugend des Klubs aus der Hafenstadt gearbeitet hatte, wurde er erneut Trainer des Profiteams. 2012 und 2014 trainierte er die Wanderers jeweils nochmal interimsweise. Von 2016 bis Januar 2019 war der dreimalige Nationalspieler für die U20-Nationalmannschaft Chiles verantwortlich. Er betreute das Team bei den Südamerikameisterschaften 2017 und 2019, schied aber jeweils in der Vorrunde aus.

## Erfolge
Santiago Wanderers
- Chilenischer Meister: 2001

## Sonstiges
Sein Sohn Andrés Robles ist ebenfalls Profifußballspieler.